# Lunghezza opera
Il termine "lunghezza opera" è usato per indicare la lunghezza dei capi di abbigliamento o di un accessorio della moda femminile.
L'espressione viene applicata ai seguenti articoli:
- le collane;
- i guanti (cosiddetto guanto opera o guanto da sera);
- le calze (dimensione[2][3]);
- ai supporti di sigaretta.

Questi accessori sono disponibili in una varietà di lunghezze, da breve a lungo, ma quella che è chiamata "opera" spesso indica la più lunga di esse.
"Opera" è una tipica arte performativa (teatrale e musicale) della cultura occidentale. Il legame che intercorre tra questo termine e la cosiddetta "lunghezza opera" degli articoli è sconosciuto. Tuttavia, le donne che ricoprono il ruolo principale nei balletti indossano tradizionalmente lunghe collane e guanti lunghi; da ciò potrebbe nascere il collegamento a spiegazione dell'espressione.